# Lista światowego dziedzictwa UNESCO na Filipinach
Lista światowego dziedzictwa UNESCO na Filipinach – lista miejsc na Filipinach wpisanych na listę światowego dziedzictwa UNESCO, ustanowionej na mocy Konwencji w sprawie ochrony światowego dziedzictwa kulturowego i naturalnego, przyjętej przez UNESCO na 17. sesji w Paryżu 16 listopada 1972 i ratyfikowanej przez Filipiny.  
Na początku 2021 roku na liście znajdowało się 6 obiektów światowego dziedzictwa: trzy dziedzictwa kulturowego i trzy o charakterze przyrodniczym. 

## Obiekty na liście światowego dziedzictwa UNESCO
Poniższa tabela przedstawia filipińskie obiekty na liście światowego dziedzictwa UNESCO:
Nr ref. – numer referencyjny UNESCO;
Obiekt – polskie tłumaczenie nazwy wpisu na liście wraz z jej angielskim oryginałem;
Położenie – miasto, dystrykt, strefa, region; współrzędne geograficzne;
Typ – klasyfikacja według Komitetu Światowego Dziedzictwa: 
- kulturowe (K),
- przyrodnicze (P),
- kulturowo–przyrodnicze (K,P);

Rok – roku wpisu na listę;
Opis – krótki opis obiektu wraz z informacjami o jego zagrożeniu.
| Nr ref. | Obiekt                                         | Zdjęcie | Położenie                                                            | Typ            | Rok  | Opis |
| ------- | ---------------------------------------------- | ------- | -------------------------------------------------------------------- | -------------- | ---- | --- |
| 677     | Barokowe kościoły na Filipinach                |         | Iloilo Zachodnie Visayas 10°38′31″N 122°14′08″E/10,641944 122,235556 | K (ii)(iv)     | 1993 | Cztery kościoły barokowe w Manili, Santa Marii, Paoay i Miagao. |
| 653     | Rafa koralowa Tubbataha                        |         | Palawan 8°57′12″N 119°52′03″E/8,953333 119,867500                    | P (vii)(ix)(x) | 1993 | Rafa koralowa na Morzu Sulu. Rafę tworzą dwa atole – północny i południowy, które wraz z oddaloną o ok. 20 km na północ Jessie Beazley Reef chronione są w ramach Parku Morskiego Rafy Tubbataha (ang. Tubbataha Reefs Natural Park). Zagrożenia wynikają z zanieczyszczenia powodowanego przez turystykę i możliwości wydobycia ropy naftowej. |
| 722     | Tarasy ryżowe Kordylierów Filipińskich         |         | Ifugao 16°56′02″N 121°08′12″E/16,933889 121,136667                   | K (iii)(iv)(v) | 1995 | Tarasy rolne, tworzone na zboczach górskich pasma Kordylierów Filipińskich Ifugao na Filipinach od ponad 2 tysięcy lat. W skład tych tarasów wchodzą m.in. tarasy ryżowe w Banaue. Zagrożenia wynikają z ryzyka zmian kulturalnych i nie kontrolowanego unowocześniania gospodarki rolnej.                                                      |
| 502     | Historyczne miasto Vigan                       |         | Ilocos 17°34′29″N 120°23′13″E/17,574722 120,386944                   | K (ii)(iv)     | 1999 | Zabytkowa dzielnica kolonialna miasta Vigan. Zagrożeniem jest postępujące niszczeni budynków nie mających właścicieli. |
| 652     | Park Narodowy Rzeki Podziemnej Puerto Princesa |         | Ilocos 10°10′00″N 118°55′00″E/10,166667 118,916667                   | P (vii)(x)     | 1999 | Park Narodowy obejmujący zespół jaskiń połączonych podziemną rzeką. Zagrożenia wynikają głównie z niekorzystnych działań na przyległych zlewniach rzek, wycinki lasów i działalności rolniczej. |
| 1403    | Góra Hamiguitan                                |         | Ilocos 6°44′24″N 126°10′54″E/6,740000 126,181667                     | P (x)          | 2014 | Rezerwat góry Hamiguitan. Zagrożenia obejmują nielegalne zbieractwo dzikiej przyrody, wpływ turystyki i zmiany klimatu. |